# Jennifer Strunk
Jennifer Strunk (* 28. Juli 1980 in Herne) ist eine deutsche Chemikerin und Hochschullehrerin an der Technischen Universität München, wo sie auf den Gebieten der heterogenen Katalyse und Photokatalyse forscht. Das Ziel ist hierbei die Aktivierung kleiner stabiler Moleküle, wie die Rückführung des Treibhausgases Kohlendioxid in die chemische Produktion und die Aktivierung von Stickstoff zur Synthese von Basischemikalien. Dabei steht insbesondere das Verständnis der licht- und wärmegetriebenen physikalischen und chemischen Elementarschritte im Vordergrund, um ein Aufskalieren aus dem Labor in die Industrie zu ermöglichen.

## Leben und Wirken
Jennifer Strunk legte ihr Abitur im Juni 1999 am Max-Planck-Gymnasium in Gelsenkirchen ab. Sie erhielt ihr Diplom im Mai 2004 und ihren Doktortitel im März 2008 in Technischer Chemie an der Ruhr-Universität Bochum (RUB). Nach einem zweijährigen Postdoc-Aufenthalt an der UC Berkeley von 2008 bis 2010 wurde sie Nachwuchsgruppenleiterin an der RUB bis 2014. Sie war danach von 2014 bis 2016 unabhängige Gruppenleiterin am MPI für Chemische Energiekonversion. Im Juni 2017 erfolgte die Habilitation in Technischer Chemie an der Universität Duisburg-Essen über Fundamental Studies of Nanobased Photocatalysts for Energy Conversion Reactions. Sie war ab dem Jahr 2017 W2-Professorin am Leibniz-Institut für Katalyse (LIKAT) an der Universität Rostock. Im Jahr 2023 wurde Jennifer Strunk auf die W3-Professur Industrielle Chemie und Heterogene Katalyse an der TU München berufen.

## Publikationen (Auswahl)
- mit Moritz Lang, Marcus Klahn: Supported titanium oxide species as photocatalysts in 2-propanol oxidation: Linking selectivity to structural and electronic properties. In: Applied Surface Science. Band 611, 15. Februar 2023, ISSN 0169-4332, S. 155623, doi:10.1016/j.apsusc.2022.155623.
- mit Nikolaos G. Moustakas, Felix Lorenz, Martin Dilla, Tim Peppel: Pivotal Role of Holes in Photocatalytic CO2 Reduction on TiO2. In: Chemistry – A European Journal. Band 27, Nr. 68, 2021, ISSN 1521-3765, S. 17213–17219, doi:10.1002/chem.202103070, PMC 9299149 (freier Volltext).
- mit Niklas Siemer, Alexander Lüken, Michal Zalibera, Johannes Frenzel, Daniel Muñoz-Santiburcio, Anton Savitsky, Wolfgang Lubitz, Martin Muhler, Dominik Marx: Atomic-Scale Explanation of O2 Activation at the Au–TiO2 Interface. In: Journal of the American Chemical Society. Band 140, Nr. 51, 26. Dezember 2018, ISSN 0002-7863, S. 18082–18092, doi:10.1021/jacs.8b10929.
- mit Anna Pougin, Martin Dilla: Identification and exclusion of intermediates of photocatalytic CO2 reduction on TiO2 under conditions of highest purity. In: Physical Chemistry Chemical Physics. Band 18, Nr. 16, 20. April 2016, ISSN 1463-9084, S. 10809–10817, doi:10.1039/C5CP07148H.

## Auszeichnungen
- 2017: Dozentenpreis des Fonds der Chemischen Industrie
- 2014: Jochen-Block-Preis der Deutschen Gesellschaft für Katalyse